# Bloque Nacional (Italia)
El Bloque Nacional (en italiano: Blocco Nazionale, BN) fue una coalición electoral italiana, de derecha, constituida para las elecciones generales del 18 de abril de 1948. 
Se encontraba integrada por el Partido Liberal Italiano y por el Frente del Hombre Común, ambos anticomunistas. Su líder era Roberto Lucifero d'Aprigliano, secretario general del PLI.
En las elecciones obtuvo apenas 19 diputados (3,82% de los votos) y 7 senadores (5,40% de los votos), principalmente por el avance de la Democracia Cristiana que era vista como la única alternativa que podía frenar al izquierdista Frente Democrático Popular, tras lo cual la alianza desapareció de la vida política.